# بانک صنعتی چین

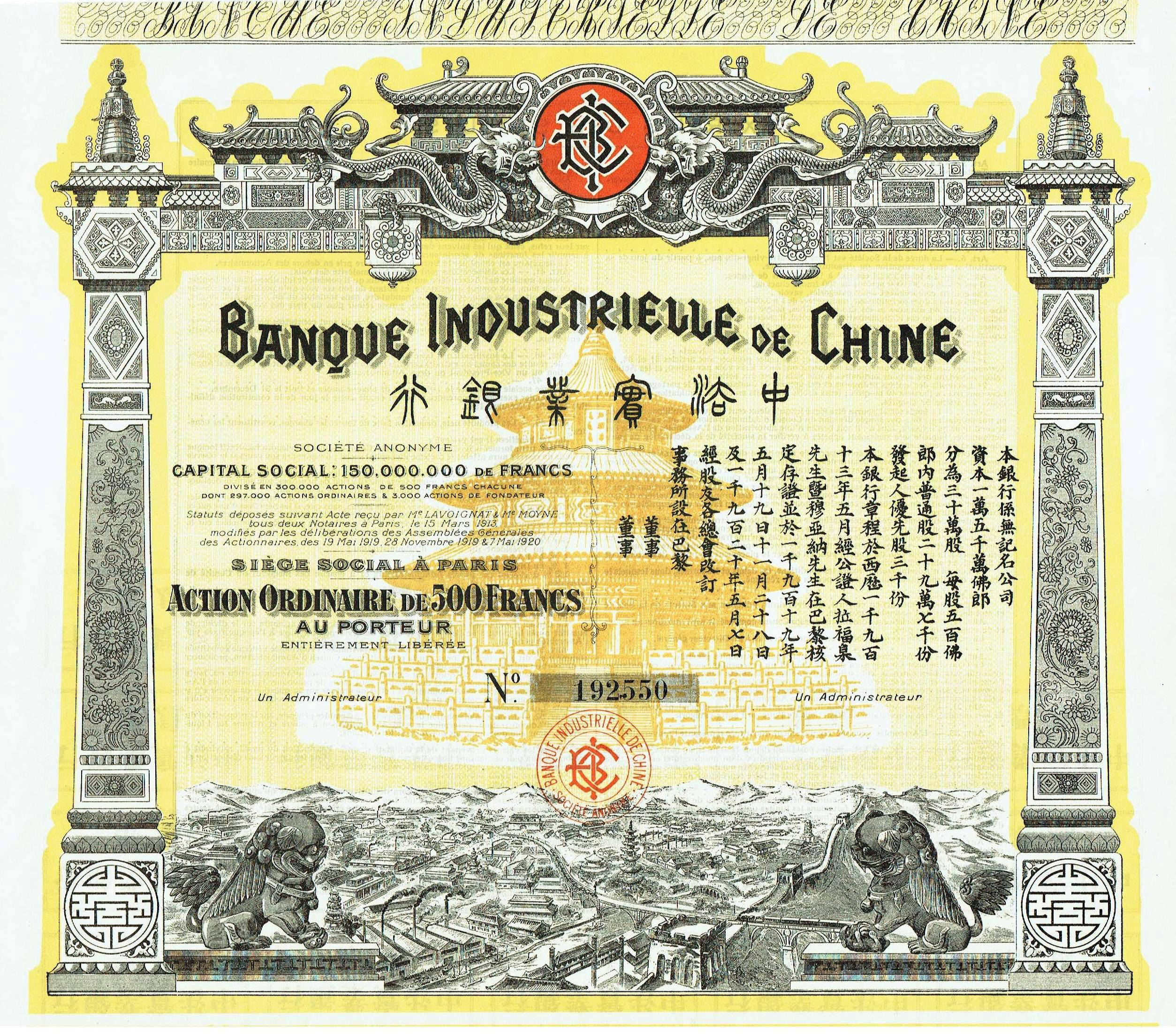
گواهی سهام، ۱۹۱۳

بانک چین (BIC، "بانک صنعتی چین"؛ چینی: 中法實業銀行) یک بانک فرانسوی بود که فعالیت های اصلی خود را در چین و هندوچین فرانسه متمرکز کرد. این بانک در سال 1913 تأسیس شد و به سرعت رشد کرد، اما در سال 1921 پس از تغییر رژیم در چین بسته شد. بسته شدن این بانک به مناسبت یک جنجال خشونت آمیز بین راست افراطی فرانسه و رادیکال ها بود. تا دهه 1950 توسط بانک فرانسوی-دهه ۱۹۵۰ و در هندوچین تا دهه ۱۹۷۰ ادامه یافت.